# Mafalda Savojska
Mafalda/Matilda (francuski Maud; oko 1125. – 3. prosinca 1157./58.) bila je europska plemkinja, portugalska kraljica, čiji je muž bio portugalski kralj Alfons I. (Afonso). Mafaldini su roditelji bili Amadeo III., savojski grof i njegova supruga Matilda; Mafalda je bila druga ili treća kći. Teta kraljice Mafalde postala je supruga Luja VI.
Godine 1146., Mafalda i Alfons su se vjenčali. Brak je bio politički savez. Najpoznatija djeca kraljevskog para jesu Sančo I. te Uraka i Tereza, koju je kralj nazvao po svojoj majci, grofici Tereziji. Sančo je naslijedio oca.

## Vjera
Mafalda je bila pobožna katolkinja.